# アイゴー
アイゴー (朝: 아이고) は朝鮮語の感嘆詞。元々は朝鮮語固有の語であるため、本来漢字表記は存在しない。古い書籍などでは漢字で「哀号」と書かれているものもあるが、日本で作られた当て字である。「哀号」を朝鮮語読みにすると「애호（エホ）」になる。
用法は多彩で、泣き叫ぶとき、びっくりした時、がっかりした時、くやしい時、あきれた時など、感きわまった時に用いられる場合が多いが、溜息をつく時（日本語の「はー」、「やれやれ」）などにも用いられる。男女の区別はないが、口語だけに微妙なニュアンスをともなう。
葬式を盛り上げるために呼ばれる泣き女は「アイゴー、アイゴー」と泣き叫ぶ。
叫び声といっても、日常会話で "おお、よくやった!" といった場合の "おお" も該当し、これを "アイゴ チャルテッタ!" (아이고 잘 됐다) と言う。
現在の韓国では、特に若者の間の話し言葉として、泣き叫ぶとき以外には "アイグ" (아이구) ということも多い。